# 2021-es cannes-i fesztivál
A 74. cannes-i fesztivált 2021. július 6. és július 17. között rendezték meg a Cannes-i Kongresszusi és Fesztiválpalotában.
A filmes seregszemle időpontját 2020. október 27-én hozták nyilvánosságra, azzal, hogy a tervezett május 11–22. dátum mellett a világjárvány miatt három alternatív időponttal is számolnak (július első, illetve második fele, valamint augusztus második fele). 2021. január 27-én sajtóközleményben jelentették be, hogy a fesztiválra július 6. és július 17. között kerül sor.
Miután a Covid19-pandémia miatt a 2020-as cannes-i fesztivál eseményeit törölni kellett, a rendezvény és a versenyfilm-zsűri elnökének akkor tervezett afroamerikai filmrendezőt, az Oscar-életműdíjas Spike Lee-t bízták meg ismét az elnöki teendők ellátásával. A nyitó- és zárógála házigazdájának Doria Tillier francia színésznőt, forgatókönyvírót kérték fel.

## A 2021. évi fesztivál

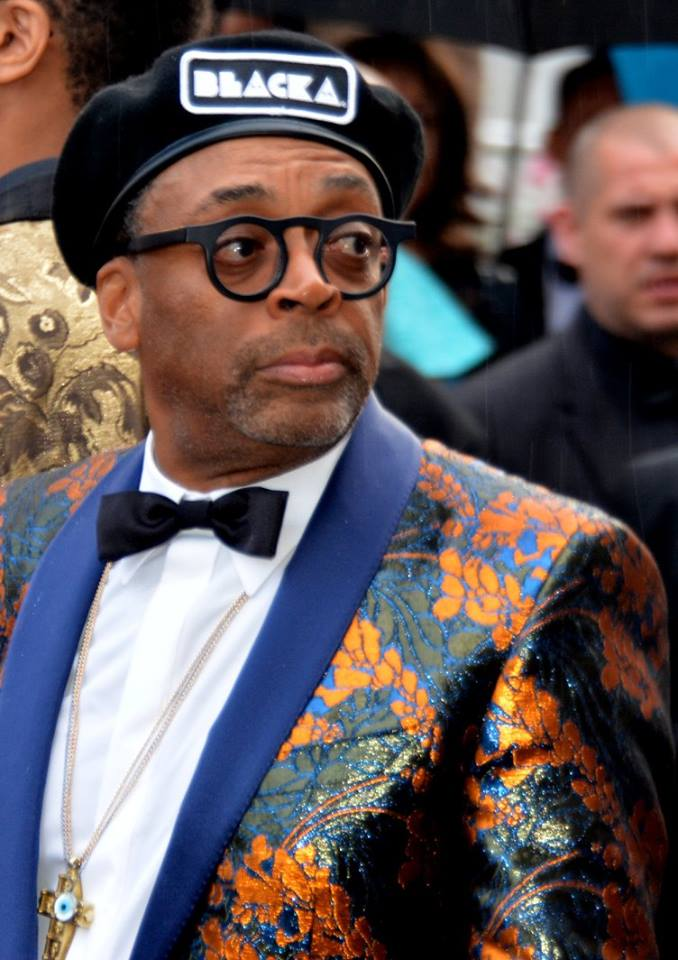
Spike Lee, a 74. fesztivál elnöke

A jelentkezési határidő nagyjátékfilmek esetében 2021. február 15., a Cinéfondation szekció iskolafilmjei részére március 1., a rövidfilmeké pedig március 5. volt. A fesztivál szervezői lehetővé tették, hogy a 2020-ra beválogatott filmek közül azok, amelyek nem kerülnek az év folyamán forgalmazásra, szerepeljenek a 2021. évi válogatásban. Paul Verhoeven ezt vállalta, így Benedetta című, egy 17. században élt leszbikus apácáról 2018-ban forgatott filmjét 2021-ben is nevezték.
2021-ben a fesztivál hivatalos válogatásán belül új szekciót alapítottak Cannes-i premierek (Cannes Premières) elnevezéssel, amely Thierre Frémaux főmegbízott szerint „a filmművészet jelenlegi új formáit mutatja meg”. E szekcióba olyan elismert filmkészítők innovatív munkáit hívták meg, akik korábban már „letették névjegyüket”, s szerepeltek a versenyprogramban. Így lehetővé vált, hogy az Un certain regard szekció – visszatérve a gyökereihez – még inkább a fiatal, kísérletező szerzőkre és alkotásaikra koncentráljon. A fesztivál külön hangsúlyt helyezett a környezetvédelemre, amely kifejeződött a hivatalos válogatáson is: egy játékfilmből és hat dokumentumfilmből álló rövid vetítéssorozatot szerveztek versenyen kívül e témában A filmművészet a klímáért címmel.
A fesztivál vezetősége „egy ragyogó művészi pályafutást, ritka személyiséget és korunk nagy témái iránti diszkrét, de határozott elkötelezettséget” köszöntve Tiszteletbeli Pálmát adományozott Jodie Foster amerikai színész-rendező-producernek. A 74. fesztivál megnyitójának díszvendége rendszeresen visszatért Cannes-ba, amióta első alkalommal, Martin Scorsese Arany Pálmát nyert Taxisofőr című pszichothriller filmdrámája szereplőjeként 1976-ban először léphetett a vörös szőnyegre. Ugyancsak díszvendége volt a rendezvénynek: Marco Bellocchio olasz rendező, akinek új dokumentumfilmje, a Marx può aspettare a Cannes-i premierek szekcióban mutatkozott be. Míg Jodie Foster a fesztivál megnyitása alkalmából, Belocchino a zárórendezvényen vehette át a Tiszteletbeli Pálmát.
A 2018 előtti Filmlecke helyett 2021-ben is Rendez-vous avec… (Találkozó ... vel) elnevezéssel rendeztek közönségtalálkozót, amelynek keretében olyan elismert művészekkel beszélgethettek a résztvevők, mint Jodie Foster, Matt Damon, Isabelle Huppert, Steve McQueen, Pong Dzsunho (Bong Joon-ho) és Marco Bellocchio.
Június 8-án a francia Kép- és Hangtechnikai Főbizottság (Commission supérieure technique de l'image et du son – CST) közleményben adta hírül, hogy - kiegészítve a CST-díjat - egy vadonatúj díjat hozott létre a női technikusok számára: Fiatal filmtechnikus nő CST-díja (Prix de la jeune technicienne de cinema) elnevezéssel, amellyel a CST szeretné ráiránytani a figyelmet a francia filmiparban dolgozó fiatal filmtechnikus nők által végzett minőségi munkára. E díjjal olyan fiatal nőt jutalmaznak évente, aki vezető beosztásban végzett kiváló munkát valamely, a cannes-i filmfesztivál hivatalos válogatásában, annak bármely szekciójában bemutatott alkotásában. A díjazott nevét a Technikai-művészi CST-díjjal együtt a fesztivál záróeseményén jelentik be, részére a díjat a párizsi különgálán adják át. A díjat első alkalommal 2021-ben ítélték oda.
A hivatalos válogatásban négy magyar film szerepelt:
- Az Arany Pálmáért versenyzett Enyedi Ildikó magyar-francia-német-olasz koprodukcióban készített Füst Milán-regény adaptációja, A feleségem története;[16][17]
- Az újonnan létrehozott szekcióban mutatkozott be Mundruczó Kornél Evolúció című, három nemzedék örökül kapott traumáival foglalkozó filmdrámája;[16][17]
- A Cinéfondation 15 alkotása közé beválogatták a SZFE hallgatója, Rudolf Olivér Fonica M-120 című, 24 perces diplomafilmjét;[18]
- A Cannes-i Klasszikusok elnevezésű szekcióban bemutatták be Mészáros Márta Napló gyermekeimnek című, az 1984-es cannes-i filmfesztiválon nagydíjat nyert alkotásának az eredeti 35 mm-es negatívjáról szkennelt, retusált, majd 4K sztenderddel digitalizált változatát. A film vetítésére a rendezőnő és a digitális fényelést végző Jancsó Nyika jelenlétében került sor.[19]

## Zsűri

### Versenyprogram
- Spike Lee filmrendező  Amerikai Egyesült Államok – a zsűri elnöke
- Mati Diop filmrendező  Franciaország  Szenegál
- Mylène Farmer szerző, előadó  Kanada  Franciaország
- Maggie Gyllenhaal forgatókönyvíró, filmrendező, producer, színésznő  Amerikai Egyesült Államok
- Jessica Hausner forgatókönyvíró, filmrendező, producer  Ausztria
- Mélanie Laurent filmrendező, forgatókönyvíró, színésznő  Franciaország
- Kleber Mendonça Filho forgatókönyvíró, filmrendező, producer  Brazília
- Tahar Rahim színész  Franciaország
- Szong Gangho (송강호, Song Kang-ho) színész  Dél-Korea

### Cinéfondation és rövidfilmek
- Kaouther Ben Hania filmrendező, forgatókönyvíró  Tunézia – a zsűri elnöke
- Tuva Novotny filmrendező, forgatókönyvíró színésznő  Svédország
- Sameh Alaa filmrendező, forgatókönyvíró, filmproducer  Egyiptom
- Carlos Muguiro filmkészítő, filmkurátor, egyetemi tanár  Spanyolország
- Nicolas Pariser filmrendező, forgatókönyvíró  Franciaország
- Alice Winocour filmrendező, forgatókönyvíró  Franciaország

### Un Certain Regard
- Andrea Arnold filmrendező, forgatókönyvíró  Egyesült Királyság[20]
- Daniel Burman filmrendező, forgatókönyvíró, filmproducer  Argentína
- Michael Covino filmrendező, filmproducer, színész  Amerikai Egyesült Államok
- Mounia Meddour filmrendező, forgatókönyvíró, filmproducer  Algéria
- Elsa Zylberstein színésznő  Franciaország

### Arany Kamera
- Mélanie Thierry színésznő  Franciaország – a zsűri elnöke
- Audrey Abiven szinkronrendező  Franciaország
- Éric Caravaca színész, rendező  Franciaország
- Laurent Dailland operatőr  Franciaország
- Romain Cogitore filmrendező, forgatókönyvíró, operatőr  Franciaország
- Pierre-Simon Gutman filmkritikus, az Avant-Scène Cinéma főszerkesztő-helyettese  Franciaország

## Hivatalos válogatás

### Nagyjátékfilmek versenye
- A feleségem története – rendező: Enyedi Ildikó
- Annette – rendező: Leos Carax
- Benedetta – rendező: Paul Verhoeven
- Bergman Island (Bergman szigete) – rendező: Mia Hansen-Love
- Doraibu mai kâ (Vezess helyettem) – rendező: Hamagucsi Rjúszuke
- Flag Day (Flag Day – A zászló napja) – rendező: Sean Penn
- France – rendező: Bruno Dumont
- Ghahreman (A hős) – rendező: Aszhar Farhadi
- Ha'berech – rendező: Nadav Lapid
- Haut et Fort (Ereszd ki a hangod!) – rendező: Nabil Ayouch
- Hytti Nro 6 (Hatos fülke) – rendező: Juho Kuosmanen
- La Fracture (Intenzív találkozások) – rendező: Catherine Corsini
- Les Intranquilles (Nyughatatlanok) – rendező: Joachim Lafosse
- Les Olympiades (Ahol a nap felkel Párizsban) – rendező: Jacques Audiard
- Lingui – rendező: Mahamat-Saleh Haroun
- Memoria – rendező: Apichatpong Weerasethakul
- Nitram – rendező: Justin Kurzel
- Petrovi v grippe (Петровы в гриппе) – rendező: Kirill Szerebrennyikov
- Red Rocket (Vörös rakéta) – rendező: Sean Baker
- The French Dispatch (A Francia Kiadás) – rendező: Wes Anderson
- Titane (Titán) – rendező: Julia Ducournau
- Tout s’est bien passé (Minden rendben ment) – rendező: François Ozon
- Tre piani – rendező: Nanni Moretti
- Verdens verste menneske (A világ legrosszabb embere) – rendező: Joachim Trier

### Nagyjátékfilmek versenyen kívül
- Aline (Aline – A szerelem hangja) – rendező: Valérie Lemercier
- Bac nord (Marseille északi része) – rendező: Cédric Jimenez
- Bisang seoneon – rendező: Han Dzserim (한재림, Han Jae-rim)
- De son vivant (Amíg lehet) – rendező: Emmanuelle Bercot
- Fast and Furious 9 (Halálos iramban 9.) – rendező: Justin Lin
- OSS 117 : Alerte rouge en Afrique noire – rendező: Nicolas Bedos
- Stillwater (Stillwater – A lányom védelmében) – rendező: Tom McCarthy
- The Velvet Underground – rendező: Todd Haynes
- Where Is Anne Frank? (Hol van Anne Frank?) – rendező: Ari Folman

#### Cannes-i premierek
- Belle: Rju to Szobakasu no Hime (Belle: A sárkány és a szeplős hercegnő) – rendező: Hoszoda Mamoru
- Cette musique ne joue pour personne (Szerelmes nehézfiúk) – rendező: Samuel Benchetrit
- Cow (Tehén) – rendező: Andrea Arnold
- Evolúció – rendező: Mundruczó Kornél
- In Front of Your Face – rendező: Hong Szangszu (홍상수, Hong Sang-soo)
- Jane par Charlotte – rendező: Charlotte Gainsbourg
- JFK Revised: Trough The Looking Glass – rendező: Oliver Stone
- Marx può aspettare (Marx várhat) – rendező: Marco Bellocchio
- Mothering Sunday (Anyák napja) – rendező: Eva Husson
- Serre-moi fort – rendező: Mathieu Amalric
- Tromperie – rendező: Arnaud Desplechin
- Val – rendező: Ting Poo és Leo Scott
- Vortex (Niche 5 – Vortex) – rendező: Gaspar Noé

#### A filmművészet a klímáért
- La Croisade – rendező: Louis Garrel
- Animal – rendező: Cyril Dion
- Bigger Than Us – rendező: Flore Vasseur
- I Am So Sorry – rendező: Csao Liang (赵亮, Zhao Liang)
- Invisible Demons – rendező: Rahul Jain
- La Panthère des neiges – rendező: Marie Amiguet
- Marcher sur l’eau – rendező: Aïssa Maïga

#### Cannes-i klasszikusok

##### Tiszteletadás
- Cuki va noborinu  – rendező: Tanaka Kinujo
- El camino  – rendező: Ana Mariscal
- Francesco, giullare di Dio (Ferenc, Isten lantosa)  – rendező: Roberto Rossellini
- Murder in Harlem  – rendező: Oscar Micheaux
- Orfeu Negro (A fekete Orfeusz)  – rendező: Marcel Camus
- Oscar Micheaux - The Superhero of Black Filmmaking  – rendező: Francesco Zippel.
- The Killing Floor  – rendező: Bill Duke

##### Restaurált kópiák
- Až přijde kocour (Amikor jön a macska)  – rendező: Vojtech Jasný
- Bal poussière (Rúgják a port)  – rendező: Henri Duparc
- Chère Louise  – rendező: Philippe de Broca
- Dan četrnaesti  – rendező: Zdravko Velimirović
- Échec au porteur  – rendező: Gilles Grangier
- F for Fake (H mint hamisítás)  – rendező: Orson Welles
- Friendship’s Death  – rendező: Peter Wollen
- I Know Where I’m Going! (Vágyak szigete)  – rendező: Michael Powell és Pressburger Imre
- Il cammino della speranza (A reménység útja)  – rendező: Pietro Germi
- Jasagaike (A tó szelleme)  – rendező: Sinoda Maszahiro
- La Double Vie de Véronique (Veronica kettős élete)  – rendező: Krzysztof Kieślowski
- La Drôlesse  – rendező: Jacques Doillon
- La guerre est finie (A háborúnak vége)  – rendező: Alain Resnais
- Letter from an Unknown Woman (Levél egy ismeretlen asszonytól)  – rendező: Max Ophüls
- Lumumba, la mort d'un prophète  – rendező: Raoul Peck
- Monanieba (Vezeklés)  – rendező: Tengiz Abuladze
- Mulholland Drive (Mulholland Drive – A sötétség útja)  – rendező: David Lynch
- Napló gyermekeimnek  – rendező: Mészáros Márta

##### Dokumentumfilmek
- Buñuel, un cineasta surrealista  – rendező: Javier Espada
- Et j’aime à la fureur  – rendező: André Bonzel
- Montand est à nous  – rendező: Yves Jeuland
- Satoshi Kon, l’illusionniste  – rendező: Pascal-Alex Vincent
- The Storms of Jeremy Thomas  – rendező: Mark Cousins
- The Story of Film: a New Generation  – rendező: Mark Cousins

#### Különleges előadások
- Babi yar. contexte – rendező: Szergej Loznica
- Cahiers noirs – rendező: Shlomi Elkabetz
- H6 – rendező: Yé Yé
- Les Héroïques – rendező: Maxime Roy
- Mi iubita, mon amour – rendező: Noémie Merlant
- New Worlds, the cradle of a civilization – rendező: Andrew Muscato
- O marinheiro das Montanhas – rendező: Karim Aïnouz
- The Year of the Everlasting Storm – rendező: Dzsafar Panahi, Anthony Chen, Malik Vitthal, Laura Poitras, Dominga Sotomayor, David Lowery és Apichatpong Weerasethakul
- Zsötaj vangsi (热带往事, Rèdài wǎngshì) (Are you lonesome tonight?) – rendező: Ven Sipej (溫世培 , Wen Shipei)

#### Éjféli előadások
- Oranges sanguines – rendező: Jean-Christophe Meurisse
- Tralala – rendező: Arnaud és Jean-Marie Larrieu
- Suprêmes – rendező: Audrey Estrougo

#### Strandmozi
- Crna mačka, beli mačor (Macska-jaj) – rendező: Emir Kusturica
- David Byrne's American Utopia – rendező: Spike Lee
- Fast and Furious 9 (Halálos iramban 9.) – rendező: Justin Lin
- Fa jung nin va (Fa yeung nin wa)[21] (Szerelemre hangolva) – rendező: Vong Kar-vaj (王家衛, Wong Kar-wai)
- JFK (JFK – A nyitott dosszié) (rendezői változat) – rendező: Oliver Stone
- Le Fabuleux Destin d'Amélie Poulain (Amélie csodálatos élete) – rendező: Jean-Pierre Jeunet
- Le Sommet des Dieux (Az istenek hegycsúcsa) – rendező: Patrick Imbert
- Lovers Rock – rendező: Steve McQueen
- Scarecrow (Madárijjesztő) – rendező: Jerry Schatzberg
- Tom Medina – rendező: Tony Gatlif

### Un certain regard
- After Yang (Búcsú Yangtól) – rendező: Kogonada
- Blue Bayou (Kék mocsár) – rendező: Justin Chon
- Bonne mère (Jó anya) – rendező: Hafsia Herzi
- Baglilik Hasan (Hasan útja) – rendező: Semih Kaplanoğlu
- Delo – rendező: Alekszej German Jr.
- De uskyldige Az ártatlanok – rendező: Eskil Vogt
- Dýrið (Bárány) – rendező: Valdimar Jóhannsson
- Et il y eut un matin – rendező: Eran Kolirin
- Freda – rendező: Gessica Généus
- Gaey Wa'r – rendező: Na Csiaco (Na Jiazuo)
- Grosse Freiheit (Nagy szabadság) – rendező: Sebastian Meise
- La Civil – rendező: Teodora Ana Mihai
- Mes frères et moi (Bátyáim és én) – rendező: Yohan Manca
- Moneyboys – rendező: C.B Yi
- Noche de Fuego (Imádság az elraboltakért) – rendező: Tatiana Huezo
- Onoda – 10 000 nuits dans la jungle – rendező: Arthur Harari
- Razzsimaja kulaki (Разжимая кулаки) – rendező: Kira Kovalenko
- Rehana Maryam Noor – rendező: Abdullah Mohammad Saad
- Un Monde (Játszótér) – rendező: Laura Wendel
- Women Do Cry – rendező: Mina Mileva és Vesela Kazavoka

### Rövidfilmek versenye
- Céu de Agosto – rendező: Jasmin Tenucci
- Det er i jorden – rendező: Casper Kjeldsen
- Haut les mains – rendező: Adrian Moyse Dullin
- Hszüe jün (薛雲, Xue yun) (Absence) – rendező: Lang Vu (郎武, Lang Wu)
- Noite turva – rendező: Diogo Salgado
- Orthodontics – rendező: Mohammadreza Mayghari
- Pa vend – rendező: Samir Karahoda
- Severen pol – rendező: Marija Apcevska
- Sideral – rendező: Carlos Segundo
- Tien hszia vu ja (天下乌鸦, Tian xia wu ya) (All the Crows in the World) – rendező: Tang Ji (唐毅, Tang Yi)

### Cinéfondation
- Bestie wokóc nas – rendező: Natalia Durszawicz (Państwowa Wyższa Szkoła Filmowa, Telewizyjna i Teatralna im. Leona Schillera w Łodzi,  Lengyelország)
- Bill and Joe Go Duck Hunting – rendező: Auden Lincoln-Vogel (University of Iowa,  Amerikai Egyesült Államok)
- Billy Boy – rendező: Sacha Amaral (Universidad Nacional de las Artes,  Argentína)
- Cantareira – rendező: Rodrigo Ribeyro (Academia Internacional de Cinema (AIC),  Brazília
- Fonica M-120 – rendező: Rudolf Olivér (Színház- és Filmművészeti Egyetem,  Magyarország)
- Frida – rendező: Aleksandra Odić (Deutsche Film- und Fernsehakademie Berlin (DFFB),  Németország)
- Frie Mænd – rendező: Óskar Kristinn Vignisson (Den Danske Filmskole,  Dánia)
- Habikur – rendező: Mya Kaplan (Steve Tisch School of Film & Television, Tel Aviv University,  Izrael)
- King Max – rendező: Adèle Vincenti-Crasson (La Fémis,  Franciaország)
- L’enfant salamandre – rendező: Théo Degen (Institut national supérieur des arts du spectacle  (INSAS,  Belgium)
- La caída del vencejo – rendező: Gonzalo Quincoces (Escuela Superior de Cine y Audiovisuales de Cataluña (ESCAC)  Spanyolország)
- Memi (매미, Maemi) (Cicada) – rendező: Jun Devon (윤대원, Yoon Daewoen) (Korea National University of Arts,  Dél-Korea)
- Ojogerunero – rendező: Huang Menglu (Muszasino Művészeti Egyetem (Musabi),  Japán)
- Other Half – rendező: Lina Kalcheva (National Film and Television School,  Egyesült Királyság)
- Prin oras circula scurte povesti de dragoste – rendező: Carina-Gabriela Daşoveanu (Universitatea Națională de Artă Teatrală și Cinematografică „Ion Luca Caragiale”,  Románia)
- Rudé Boty – rendező: Anna Podskalská (Filmová a televizní fakulta Akademie múzických umění v Praze (FAMU),  Csehország)
- Saint Android – rendező: Lukas Von Berg (Fachhochschule Wiesbaden,  Németország)

## Párhuzamos rendezvények

### Kritikusok Hete

#### Nagyjátékfilmek
- Amparo – rendező: Simón Mesa Soto
- Feathers (Tollak) – rendező: Omar El Zohairy
- The Gravedigger’s Wife (A sírásó felesége) – rendező: Khadar Ayderus Ahmed
- Libertad (Szabadság) – rendező: Clara Roquet
- Olga – rendező: Elie Grappe
- Piccolo corpo (Parányi test) – rendező: Laura Samani
- Rien a foutre – Julie Lecoustre, Emmanuel Marre

#### Rövidfilmek
- Brutalia, Days of Labour – rendező: Manolis Mavris
- Fang ko (Fang ke) (An Invitation) – rendező: Hao Csao (郝昭, Hao Zhao) és Jang Tung (楊東, Yeung Tung)
- Inherent – rendező: Nicolai G.H Johansen
- Intercom 15 – rendező: Andrei Epure
- If It Ain’t Broke – rendező: Elinor Nechemya
- Lili Alone – rendező: Cou Csing (鄒靜, Zou Jing)
- Noir-soleil – rendező: Marie Larrivé
- Safe – rendező: Ian Barling
- Soldat noir – rendező: Jimmy Laporal-Trésor
- On Solid Ground – rendező: Jela Hasler

#### Külön előadások

##### Nagyjátékfilmek
- Bruno Reidal – rendező: Vincent Le Port
- Les amours d'Anaïs – rendező: Charline Bourgeois-Tacquet
- Robust – rendező: Clémence Meyer
- Softie – rendező: Samuel Theis
- Une histoire d'amour et de désir – rendező: Leyla Bouzid
- Une jeune fille qui va bien – rendező: Sandrine Kiberlain

##### A Moreliai Nemzetközi Filmfesztivál vendégfilmjei
- Bisho – rendező: Pablo Giles
- La Oscuridad – rendező: Jorge Sistos Moreno
- Pinky Promise – rendező: Indra Villaseñor Amador
- A Face Covered with Kisses – rendező: Mariano Rentería Garnica

### Rendezők Kéthete

#### Nagyjátékfilmek
- A Chiara – rendező: Jonas Carpignano
- A Night of Knowing Nothing – rendező: Payal Kapadia
- Ali & Ava – rendező: Clio Barnard
- Clara Sola – rendező: Nathalie Álvarez Mesen
- De bas étage – rendező: Yassine Qnia
- Diários de Otsoga – rendező: Miguel Gomes, Maureen Fazendeiro
- El empleado y el patrón – rendező: Manuel Nieto Zas
- Entre les vagues – rendező: Anaïs Volpé
- Europa – rendező: Haider Rashid
- Futura – rendező: Pietro Marcello, Alice Rohrwacher, Francesco Munzi
- Hit the Road – rendező: Panah Panahi
- Întregalde – rendező: Radu Muntean
- Jung an csen ku si csi (Yǒng'ān zhēn gùshì jí) (Ripples of Life) – rendező: Vej Sucsün (魏書軍, Wei Shujun)
- Les Magnétiques – rendező: Vincent Maël Cardona
- Medusa – rendező: Anita Rocha da Silveira
- Murina – rendező: Antoneta Alamat Kusijanović
- Neptune Frost – rendező: Saul Williams, Anisia Uzeyman
- Ouistreham – rendező: Emmanuel Carrère
- Re Granchio – rendező: Alessio Rigo de Righi, Matteo Zoppis
- Retour à Reims (Fragments) – rendező: Jean-Gabriel Périot
- The Hill Where Lionesses Roar – rendező: Luàna Bajrami
- The Sea Ahead – rendező: Ely Dagher
- The Souvenir Part II – rendező: Joanna Hogg

#### Rövid- és középhosszú filmek
- Anxious Body – rendező: Joriko Mizusiri
- El Espacio sideral – rendező: Sebastián Schjaer
- Simone est partie – rendező: Mathilde Chavanne
- Sycorax – rendező: Lois Patiño, Matías Piñeiro
- The Parents’ Room – rendező: Diego Marcon
- The Vandal – rendező: Eddie Alcazar
- The Windshield Wiper – rendező: Alberto Mielgo
- Train Again – rendező: Peter Tscherkassky
- When Night Meets Dawn – rendező: Andreea Cristina Borțun

#### Külön előadások
- Szuvenír (The Souvenir) – rendező: Joanna Hogg

## Díjak

### Nagyjátékfilmek
- Arany Pálma: Titane (Titán) – rendező: Julia Ducournau [12]
- Nagydíj (megosztva):
  - Ghahreman (A hős) – rendező: Aszhar Farhadi
  - Hytti Nro 6 (Hatos fülke) – rendező: Juho Kuosmanen
- A zsűri díja (megosztva):
  - Ha'berech – rendező: Nadav Lapid
  - Memoria – rendező: Apichatpong Weerasethakul
- Legjobb rendezés díja: Annette – rendező: Leos Carax
- Legjobb női alakítás díja: Renate Reinsve – Verdens verste menneske (A világ legrosszabb embere)
- Legjobb férfi alakítás díja: Caleb Landry Jones – Nitram
- Legjobb forgatókönyv díja: Doraibu mai kâ (Vezess helyettem) – forgatókönyvíró: Hamagucsi Rjúszuke és Takamasza Oe

### Un certain regard
- Un certain regard-díj: Razzsimaja kulaki (Разжимая кулаки) – rendező: Kira Kovalenko[22]
- A zsűri díja: Grosse Freiheit (Nagy szabadság) – rendező: Sebastian Meise
- Összhang-díj: Bonne mère (Jó anya) – rendező: Hafsia Herzi
- A merészség díja: La Civil – rendező: Teodora Ana Mihai
- Az eredetiség díja: Lamb – rendező: Valdimar Jóhannsson
- Külön dicséret: Noche de Fuego – rendező: Tatiana Huezo

### Rövidfilmek
- Arany Pálma (rövidfilm): Tien hszia vu ja (天下乌鸦, Tian xia wu ya) – rendező: Tang Ji (唐毅, Tang Yi)
- A zsűri külön dicsérete (rövidfilm): Céu de Agosto – rendező: Jasmin Tenucci

### Cinéfondation
- A Cinéfondation első díja: L’enfant salamandre – rendező: Théo Degen [23]
- A Cinéfondation második díja: Memi (매미, Maemi) (Cicada) – rendező: Jun Devon (윤대원, Yoon Daewoen)
- A Cinéfondation harmadik díja (megosztva):
  - Cantareira – rendező: Rodrigo Ribeyro
  - Prin oras circula scurte povesti de dragoste – rendező: Carina-Gabriela Daşoveanu

### Arany Kamera
- Arany Kamera: Murina[24] – rendező: Antoneta Alamat Kusijanović [12]

### Egyéb díjak
- Tiszteletbeli Pálma:
  - Jodie Foster
  - Marco Bellocchio
- FIPRESCI-díj:
  - Doraibu mai kâ (Vezess helyettem) – rendező: Hamagucsi Rjúszuke
  - Un Monde (Játszótér)[25] – rendező: Laura Wendel
  - Feathers (Tollak)[26] – rendező: Omar El Zohairy
- Technikai-művészi CST-díj: Vlagyiszlav Opeljanc operatőr – Petrovi v grippe (Петровы в гриппе) [12]
- Fiatal filmtechnikus nő CST-díja: Armance Durix operatőrnő – Mi iubita, mon amour
- Cannes-i Filmzene díj:
  - Rone zeneszerző – Ahol a nap felkel Párizsban
  - Ron Mael, Russell Mael zeneszerző – Annette
- Ökumenikus zsűri díja: Doraibu mai kâ (Vezess helyettem) – rendező: Hamagucsi Rjúszuke
- Ökumenikus zsűri külön dicsérete: Hytti Nro 6 (Hatos fülke) – rendező: Juho Kuosmanen
- François Chalais-díj: Ghahreman (A hős) – rendező: Aszhar Farhadi
- François Chalais-díj (külön dicséret): Freda – rendező: Gessica Généus
- A polgárság díja: Ghahreman (A hős) – rendező: Aszhar Farhadi
- Arany Szem: A Night of Knowing Nothing[24] – rendező: Payal Kapadia
- Arany Szem külön dicséret: *Babi yar. contexte – rendező: Szergej Loznica
- Queer Pálma: La Fracture (Intenzív találkozások) – rendező: Catherine Corsini [27]
- Queer Pálma (kisfilm): 
  - La caída del vencejo – rendező: Gonzalo Quincoces
  - Frida – rendező: Aleksandra Odić
- Chopard Trófea: Jessie Buckley, Kingsley Ben-Adir

## Hírességek
Pedro Almodóvar, Wes Anderson, Josiane Balasko, Emmanuelle Bercot, Benjamin Biolay, Adrien Brody, Laetitia Casta, Timothée Chalamet, François Civil, Marion Cotillard, Camille Cottin, Matt Damon, Catherine Deneuve, Adam Driver, André Dussollier, Adèle Exarchopoulos, Aszhar Farhadi, Mylène Farmer, Jodie Foster, Cécile De France, Louis Garrel, Maggie Gyllenhaal, Csulpan Hamatova, Jessica Hausner, Isabelle Huppert, Caleb Landry Jones, Vicky Krieps, Diane Kruger, Justin Kurzel, Mélanie Laurent, Spike Lee, Valérie Lemercier, Benoît Magimel, Sophie Marceau, Noémie Merlant, Bill Murray, François Ozon, Géraldine Pailhas, Sean Penn, Rosamund Pike, Pong Dzsunho (Bong Joon-ho), Charlotte Rampling, Tim Roth, Oliver Stone, Sharon Stone, Szong Gangho (Song Kang-ho), Tilda Swinton, Valeria Bruni Tedeschi, Paul Verhoeven, Mia Wasikowska, Owen Wilson, Katheryn Winnick